# Hervormde kerk (Blokzijl)
De hervormde kerk van Blokzijl (ook Grote Kerk) is een uit een uit 1609 daterende kerk aan de Brouwerstraat in de Overijsselse plaats Blokzijl.

## Beschrijving

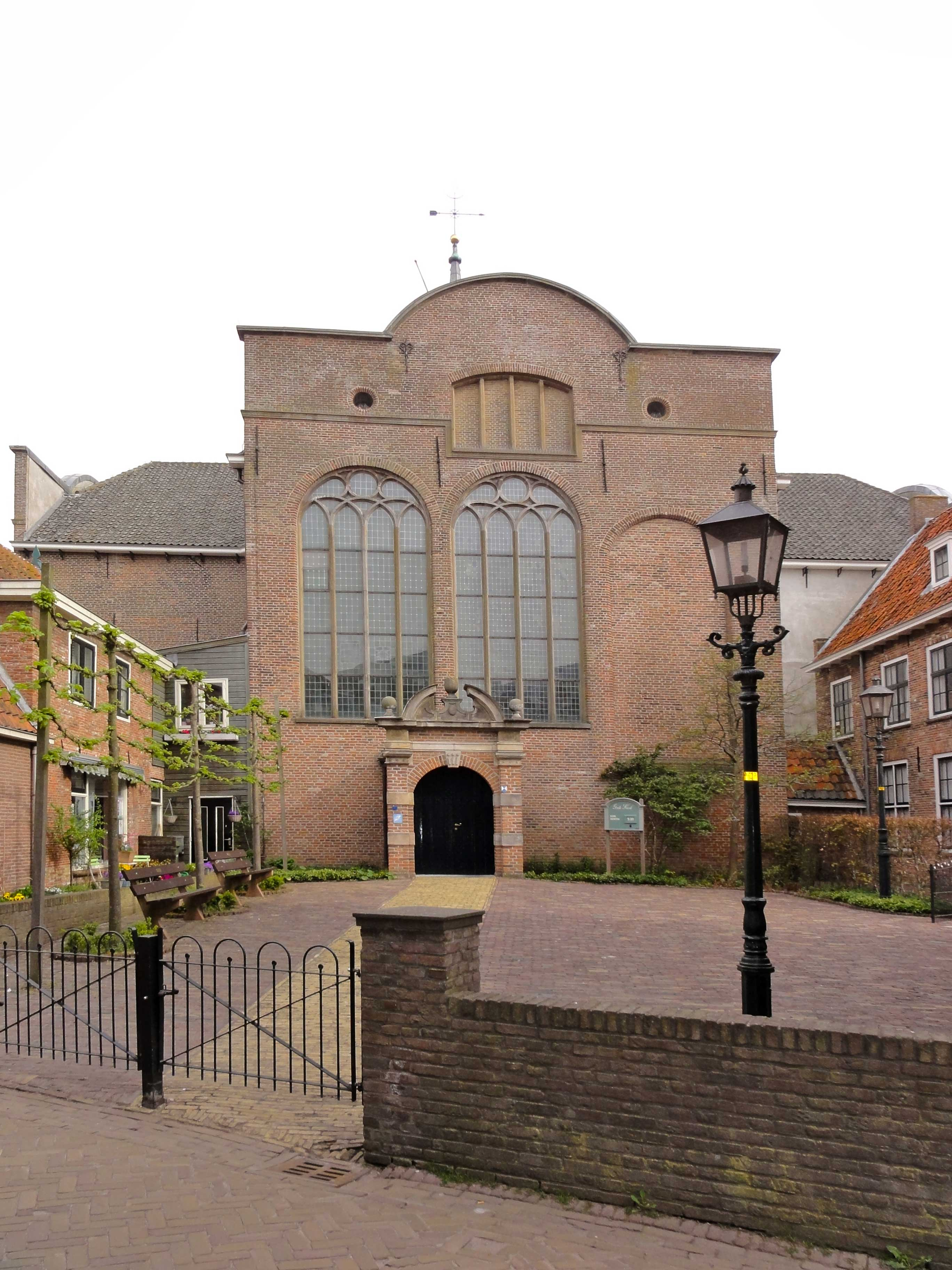
De ingang van de kerk aan de Brouwerstraat (zuidzijde)

De hervormde kerk van Blokzijl werd als een van de eerste kerken na de reformatie gebouwd als een zaalkerk voor de protestantse eredienst. In de loop der tijd werd de zaalkerk uitgebreid tot een kruiskerk met een ingebouwde toren. De toren werd in 1630 aan de noordzijde - aan de Kerkstraat - gebouwd. De preekstoel en de banken dateren uit de tweede helft van de zeventiende eeuw. Van de twee kerkklokken is er één in 1634 gegoten door de uit Lotharingen afkomstige François Simon en één in 1768 door Joan Nicolaas Derck. Het kerkorgel dateert uit 1902 en werd gemaakt door de Leeuwarder orgelbouwers van de firma Bakker & Timmenga.
In de kerk staat een model van het schip ‘De Zeven Provinciën’ uit 1677. Een eerder model werd in 1672 uit de kerk gestolen door de troepen van de bisschop van Münster.
Andere opvallende inventarisstukken zijn een 17e-eeuws lichtarmatuur in de vorm van een arm boven een van de kerkbanken en koperen doopbekken met een schaar met een kroon aan de trapkolom van de preekstoel. De schaar verwijst naar het kleermakersgilde, die deze schonk.
In de periode 1995 tot 1999 werd de kerk gerestaureerd en tegelijkertijd geschikt gemaakt voor culturele activiteiten als concerten.